# Милда
Милда (Milda) — в литовской мифологии богиня любви. Упоминается языческое святилище Милды, находившиеся в Вильнюсе, в Антакальнисе. Имя Милды связано с литовским глаголом mylėti, milti («любить»), (pa)milti («влюбиться», «(по)любить»), старолитовским mildìngai («дружески»), судавским mild-at («любовь»). Популярное женское имя в Литве. 
Покровителей Милды называли милдаунинками. По древним повериям, Милда облетает весь мир на воздушной повозке, запряжённой белыми как снег голубями.
В Варенском районе, близ деревни Перлоя течёт речка Милдупис.
Сведения про богиню Милду встречаются в работах историков, фольклористов, Милда упоминается в произведениях композиторов, поэтов, писателей Теодора Нарбута, Юзефа Игнацы Крашевского, Дионизаса Пошки, Станислава Монюшко, Казимира Альхимовича, Пятраса Вайчюнаса, Балиса Сруоги, Пятраса Тарасенки, Повиласа Абелкиса, Йонаса Тоторайтиса и др. 
По сведениям историка Теодора Нарбута, имя богини в первый раз упомянуто 3 августа 1315 года в документе, списанном в Ельбинге, в котором указывается река Милда. В письменных источниках XVI века, месяц апрель называется «месяцем Милды». В календарях древних литовцев, во времена Гедимина, знак спирали обозначал первый мифологический месяц - апрель, посвящённый богине Милде.
Святилище Милды, указываемое в Вильнюсе в языческий период, локализируется на горе Трёх крестов либо на месте костёла Петра и Павла. В древнем Каунасе одно святилище, посвящённое богине Милде, локализируется в Свирбигале (нынешний Алексотас), а другое недалеко от слияния рек Неман и Нярис. Еще одно святилище Милды упоминается в Седе близ Мажейкяй.
По предположениям Теодора Нарбута, богиню Милду изображала статуэтка, найденная в 1840 году на горе Гедимина. По сведениям историка, похожая статуэтка, изображающая женщину с букетом цветов в руках, была найдена в 1782 году в Каунасе, замурованная в стену дома, построенного перед 1400 годом, но священник Мингайла, увидев статуэтку голой женщины, разбил её.
Нарбут сравнивал богиню Милду с греческой Афродитой и римской Венерой. По утверждению историка, день Милды назывался Праздником Любви. В наши дни День Милды празднуется 13 мая. Специальные мероприятия проводятся Ромувой в восстановленном святилище, посвящённом богине Милде в дер. Ожнугарис близ Батакяй.
В сельской местности Литвы популярны многочисленные скульптуры Милде.